# Кожухув (Підкарпатське воєводство)
Кожухув (пол. Kożuchów) — село в Польщі, у гміні Вішньова Стрижівського повіту Підкарпатського воєводства.
Населення — 348 осіб (2011).
У 1975-1998 роках село належало до Ряшівського воєводства.

## Демографія
Демографічна структура станом на 31 березня 2011 року:
|          | Загалом | Допрацездатний вік | Працездатний вік | Постпрацездатний вік |
| -------- | ------- | ------------------ | ---------------- | -------------------- |
| Чоловіки | 169     | 28                 | 114              | 27                   |
| Жінки    | 179     | 34                 | 98               | 47                   |
| Разом    | 348     | 62                 | 212              | 74                   |